# SN 185
SN 185는 서기 185년에 관찰 된 일시적인 천문학적 사건으로 초신성으로 추측된다. 이 현상은 컴퍼스 자리와 켄타우루스 자리 사이에서 켄타우루스자리 알파별의 방향으로, 컴퍼스 자리 내의 적경 14h 43m , 적위 -62° 30′를 중심으로 발생하였다. 중국의 후한서 (後漢書) 에는 이 "객성"이 중국 천문학자에 의하여 관찰된 기록이 있고, 로마 문헌에도 유사한 기록이 있다. 당시 약 8개월 동안 밤 하늘에서 관측되었는데, 이는 초신성에 관한 최초의 기록으로 여겨진다.
후한서에는 아래와 같은 내용으로 기술되어 있다.
중평(中平) 2년 10월 계해(癸亥)일 [서기 185년 12월 7일], 남문(南門, 켄타우루스자리 알파를 포함하는 별자리)의 중간에서 객성이 등장하였다. 크기가 대나무 자리 절반이었다. 여러 가지 색으로 밝아졌다 희미해졌다. 다음 해 6월에 이르러 사라졌다.— 《후한서(後漢書)》 권 12, 천문하(天文下)

기체상 껍질인 RCW 86은 이 사건 초신성의 잔해로 보이는데, 각 크기가 약 45 분으로 비교적 큰 값(29 분에서 34 분까지 변하는 보름달의 각크기 보다 큼)을 가진다. RCW 86까지의 거리는 2,800 파섹 (9,100 ly)으로 추정된다. 최근의 X 레이 연구에 의한 예상 연령과 잘 일치한다.
NASA의 스피처(Spitzer) 우주 망원경과 광역 적외선 측량 탐사선 (WISE)에 의한 적외선 관측에 의하여 초신성의 발생과정 및 폭발 잔해가 궁극적으로 멀리 확산되는 원인에 대하여 알게 되었다. 연구 결과에 의하면 별 모양의 폭발은 속이 빈 공동(cavity)에서 발생하여, 별에 의해 방출된 물질이 다른 방법에 의한 것보다 훨씬 더 빠르고 멀리 여행할 수 있게 된다.
객성에 대한 중국 기록에 대한 현대적 해석이 다양하기 때문에, 이 사건의 천문학적 메커니즘에 대해서는, 코어 붕괴 초신성 으로부터, 원거리에서 천천히 움직이는 혜성에 이르기까지, 그에 따른 − 8 등급에서 +4 등급에 이르는 겉보기등급에 대한 광범위한 추정치와 더불어, 상당히 다른 해석이 있다. 최근 찬드라 관측선의 결과에 의하면, 절대등급과 일치하는 유형인 Ia 형 초신성일 가능성이 높고, 따라서 비슷한 거리에서 − 4 등급의 겉보기등급을 가지는 튀코의 초신성(SN 1572)과 유사하다.

## 같이 보기
- 초신성 목록
- 초신성 관측의 역사
- 초신성 잔해 목록
- 초신성 후보리스트